# Radbod 2.
Radbod II (født ca. 729, død ca. 792) var den sidste frisiske konge.

## Biografiske oplysninger
Ifølge Eggerik Beninga (en) var Radbod 2. en konge af Frisland (måske i perioden 749?-786(?)). Han kan have været en bror til forgængeren Gundebold. Han regerede over området øst for Lauwers (de nuværende områder Groningen i Nederlandene og Ostfriesland i Tyskland).
Han skal ifølge krønikeoptegnelser fra 737-738 8-9 år gammel være blevet opdraget i "Danerland" (Danmark). På mødrene side skulle han være familiemæssigt forbundet med den danske kongeslægt.
Hans datter Sindacilla var gift med Wigbert, søn af sakserfyrsten Widukind og Geva, datter af [ifølge Annales laurissense maiores] (eller søster til [ifølge andre kilder]) kong Sigfred.

## Efter 754
I 754, efter mordet på ærkebiskop Bonifacius i Dokkum, flygtede Radbod 2. med hjælp fra sakserne og Widukind til "Danerland", hvor han fik ophold hos kong Harald.
Omkring 775 gjorde Karl den Store denne sidste uafhængige del af Frisland til en del af Frankerriget med kun et begrænset selvstyre overladt til friserne selv.
I 784-85 gjorde friserne opstand mod det frankiske overherredømme men led nederlag, og Radbod flygtede atter til "Danerland".